# Horizontale (Wein)
Eine Horizontale ist eine besondere Art einer Weinprobe. Mit ihr wird versucht, die Qualität des Weines einer bestimmten Anbauregion für nur ein einziges Jahr auszuwerten.
Hierzu  wird in der Probenplanung vorab eine Bandbreite festgelegt, mit welchen Qualitäten man sich befassen möchte: ob es Weine einfacherer Machart sein sollen, oder nur die Spitzenklasse, oder ein repräsentativer Querschnitt hieraus.
Solche Weinproben werden besonders zu Wein aus Bordeaux veranstaltet, da hier die Jahrgangs-Varianzen beträchtlich sein können, mit erheblichen Auswirkungen auf die Qualität des Weines. In hervorragenden Jahren wie 1961, 1982, 1990 oder 1996 können auch einfachere Güter Weine fertigen, die den Weinen hochrangiger Güter („Grand Cru“) aus weniger guten Jahren Paroli bieten können.
Die gezeigten Weinflaschen sind die „Ausbeute“ einer besonderen Horizontale: noch ein letztes Mal die Spitzenweine des sagenhaften Bordeaux-Jahrgangs 1961 zu verkosten. Hierbei allerdings erwies sich ein typisches Risiko, dass es von derart altem Wein keine verlässlich exzellenten Weine mehr (also die Gesamtheit aller Produkte), sondern nur noch exzellente Einzelflaschen gibt – wenn man Glück hatte und die Flasche „überlebte“.
Eine besondere Form der Horizontalen ist die sogenannte „Arrivage“-Probe. Mit ihr wird die Qualität des frisch gefüllten und angelieferten Weines des jüngsten verfügbaren Jahres abgelotet: Wein, der in aller Regel anderthalb oder zwei Jahre nach der Ernte oder ein gutes Jahr nach der Subskription im Weinhandel greifbar wird. Den angelieferten Kisten wird jeweils eine Flasche zum Verkosten entnommen.
Zueinander passende Weine (ähnliche Herkunft, ähnliche vermutete Klasse) werden in „Flights“ zusammengestellt. In einem Flight stehen meist drei oder vier Weine in Gläsern nebeneinander, was es erlaubt, sich auf die Unterschiede der Düfte und der Geschmackseigenschaften zu konzentrieren.
Das Pendant zu einer Horizontalen ist die Vertikale, in der die Weine eines einzigen Gutes über viele Jahre gegeneinander verglichen werden.

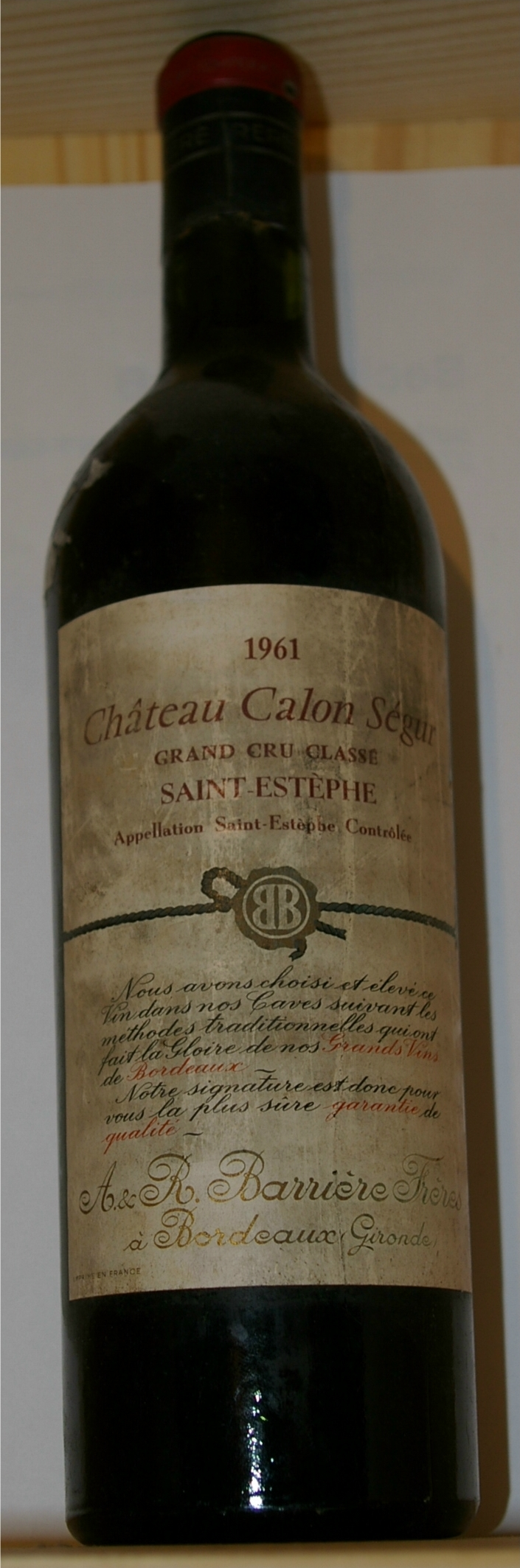
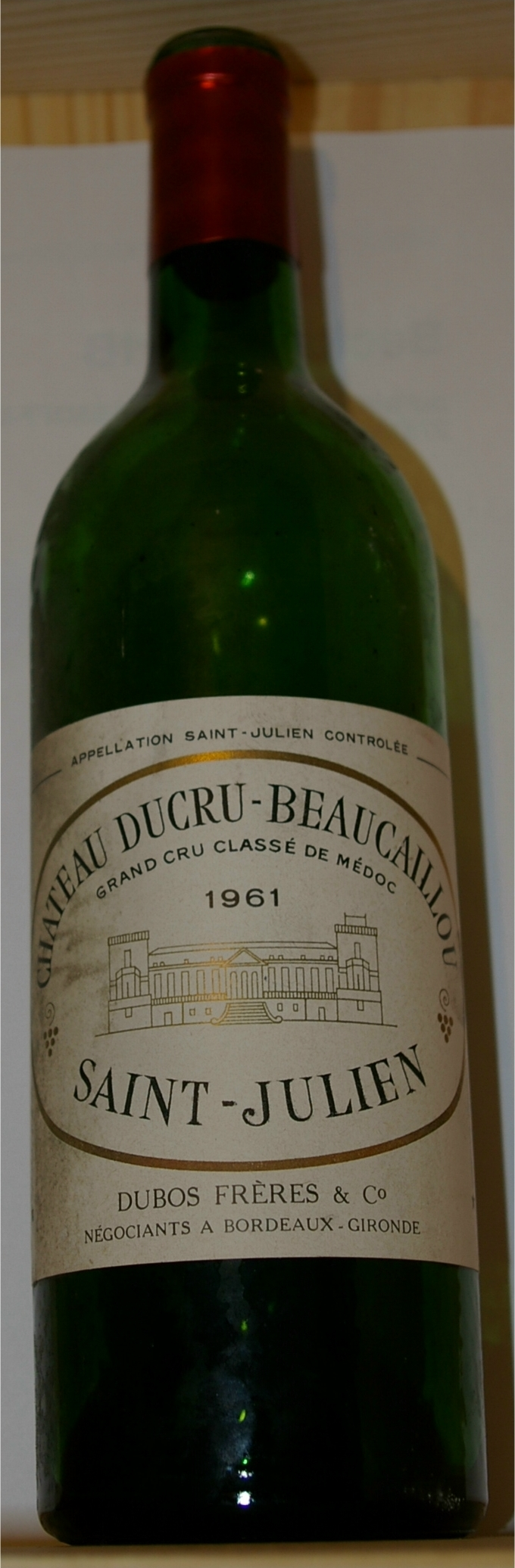
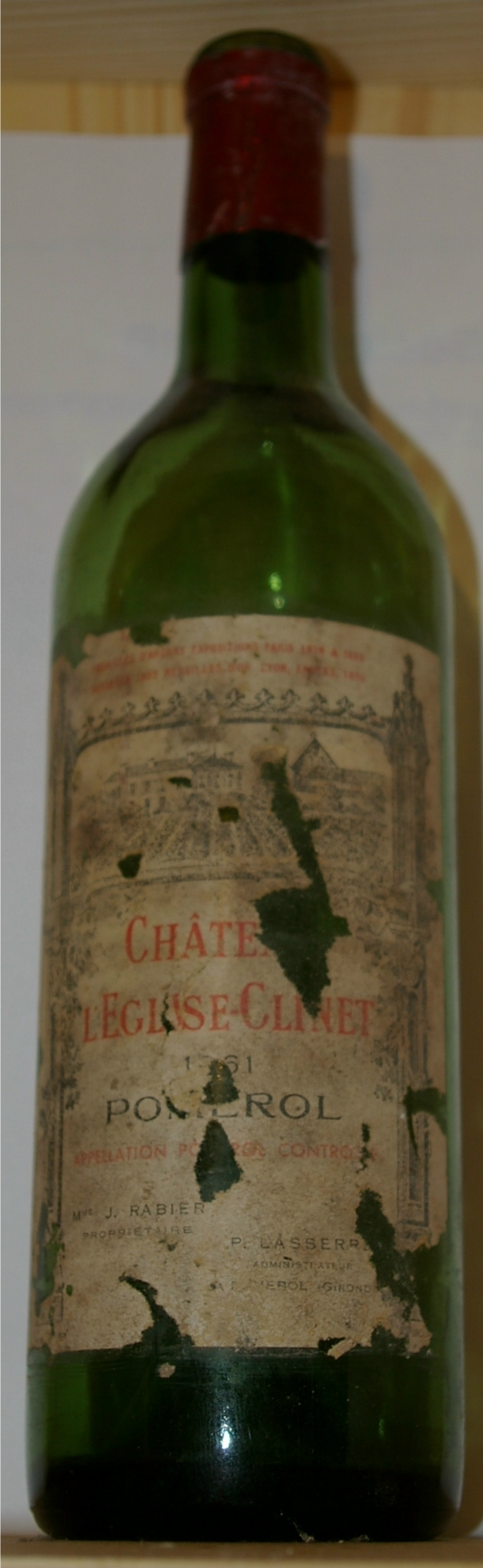
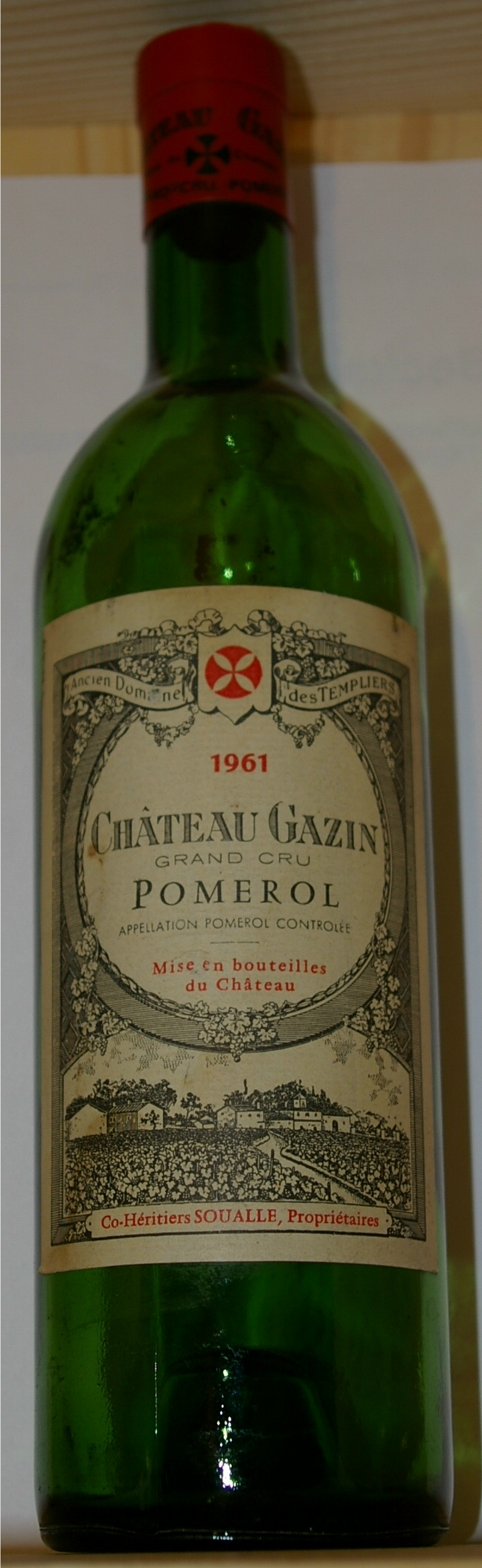
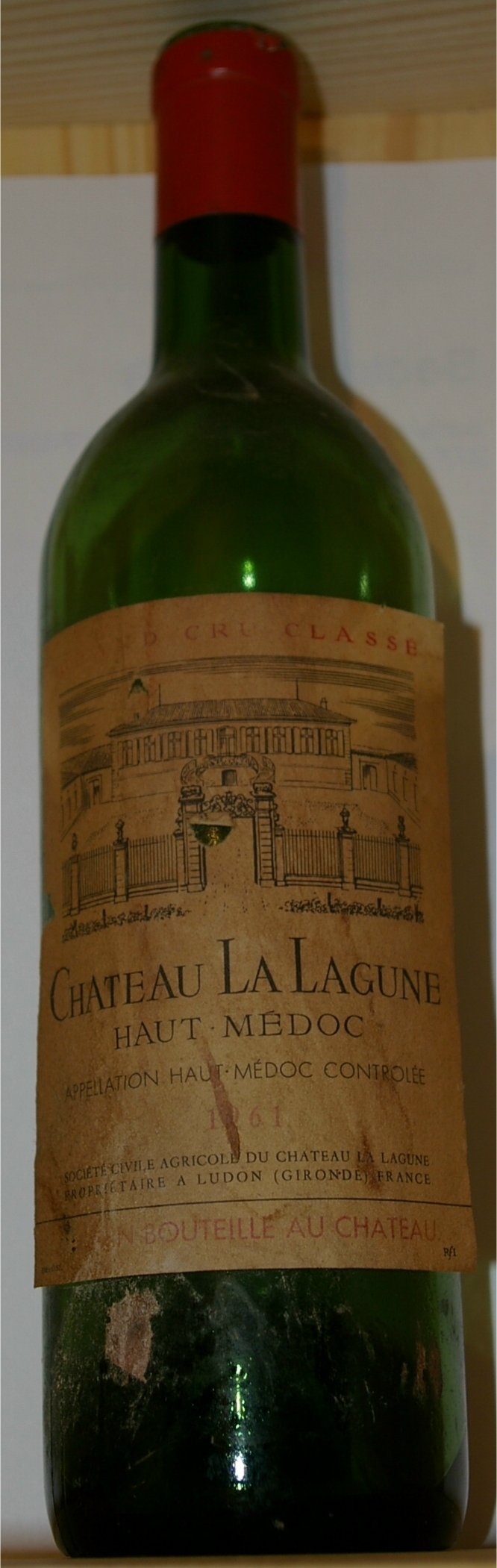
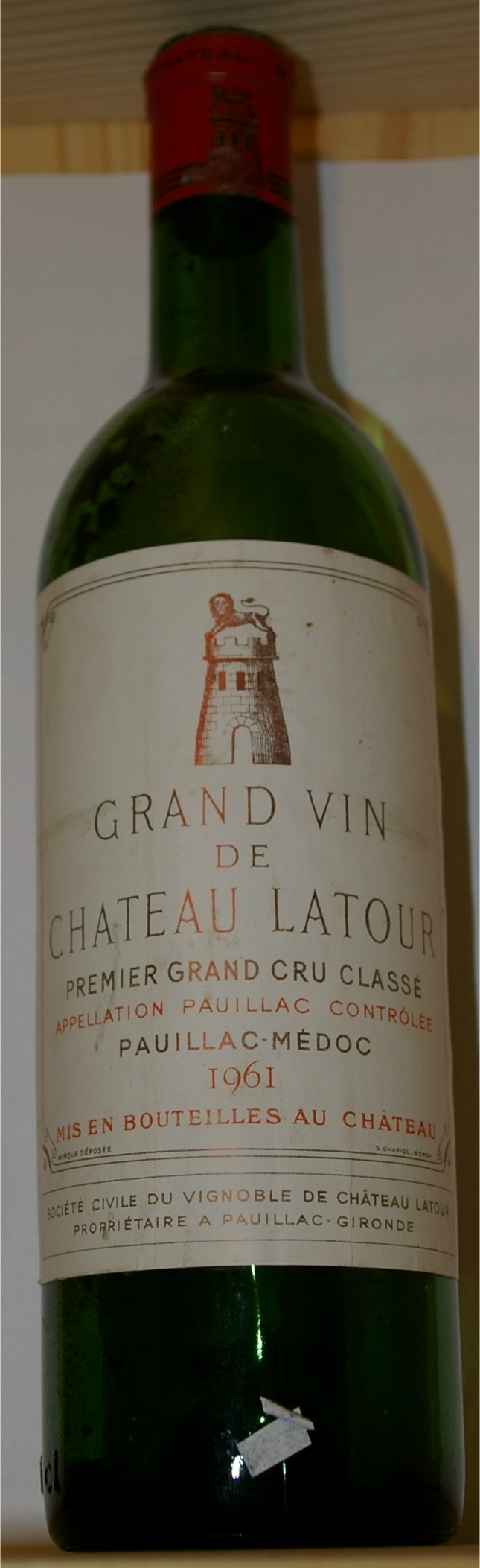
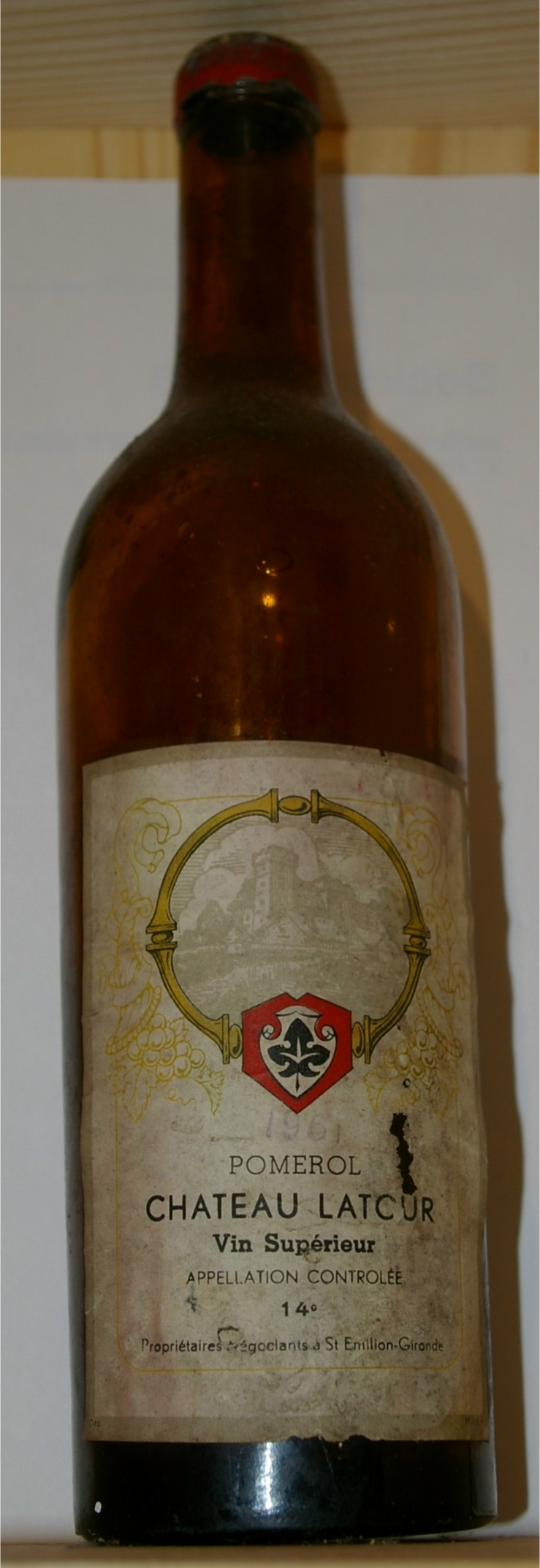
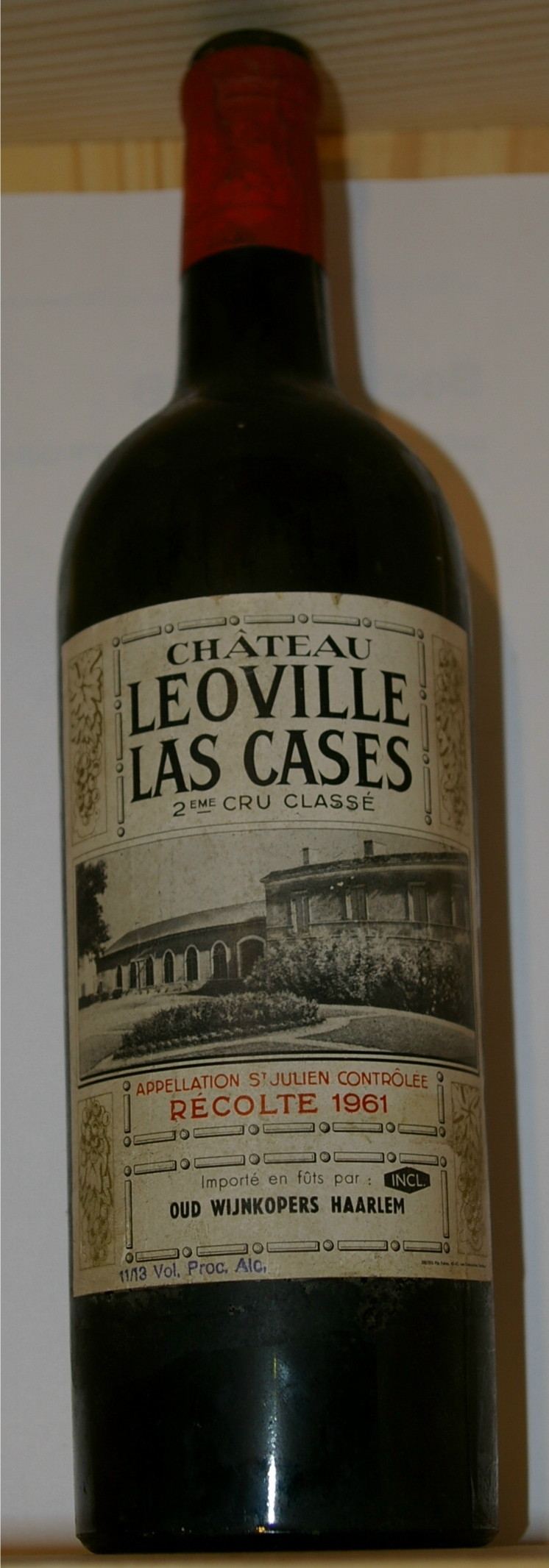
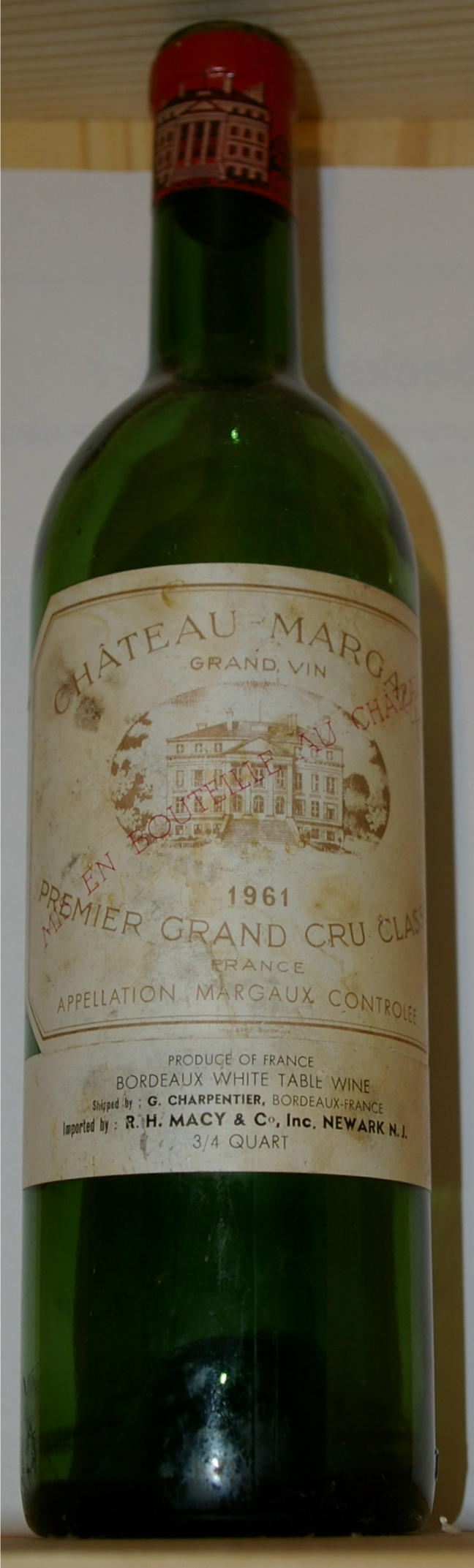
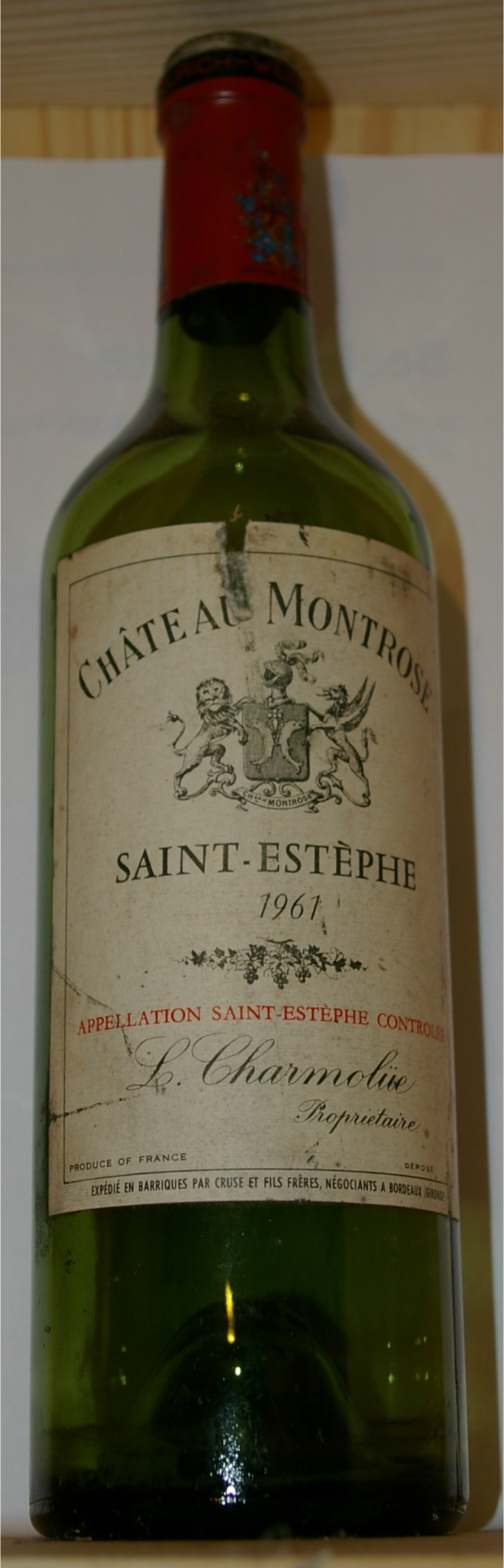
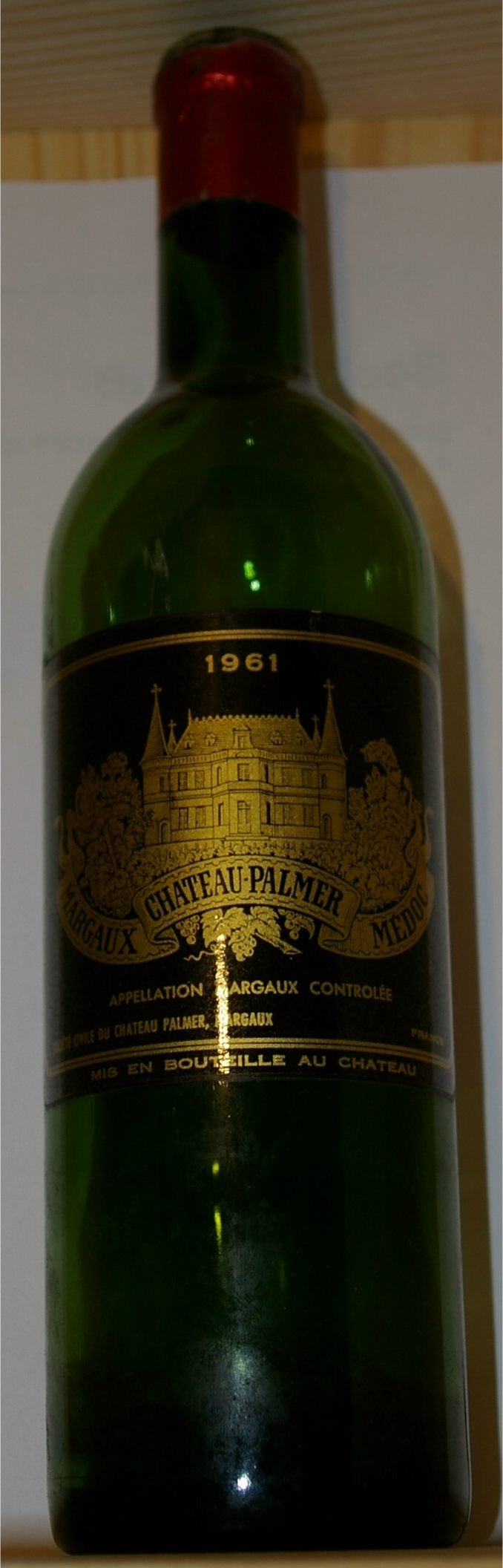
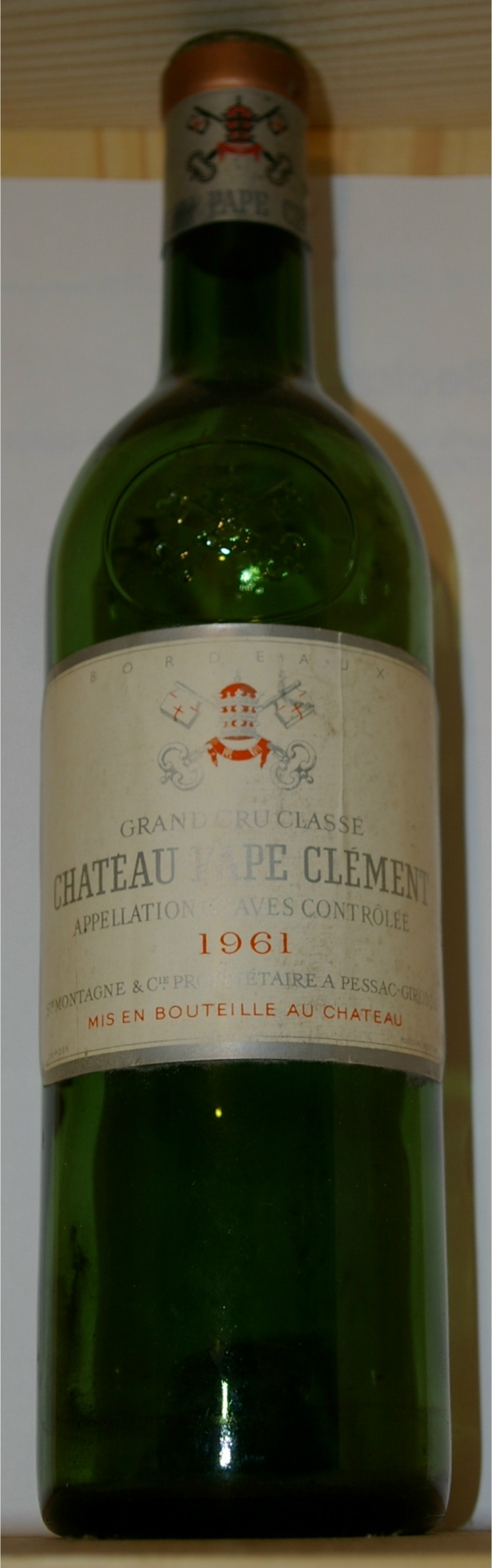
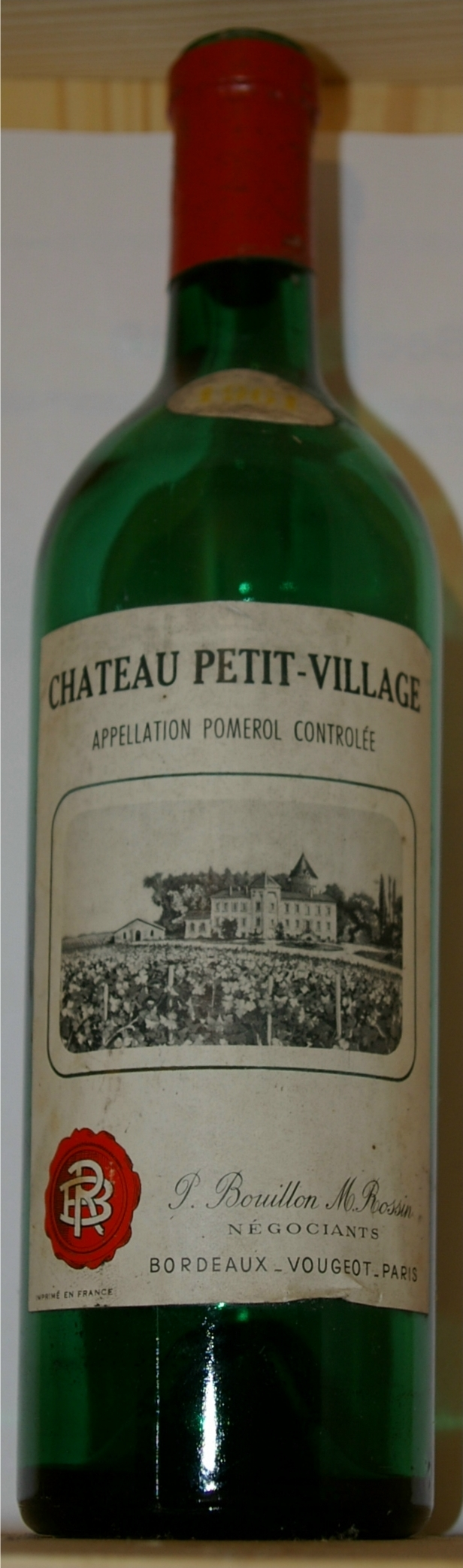
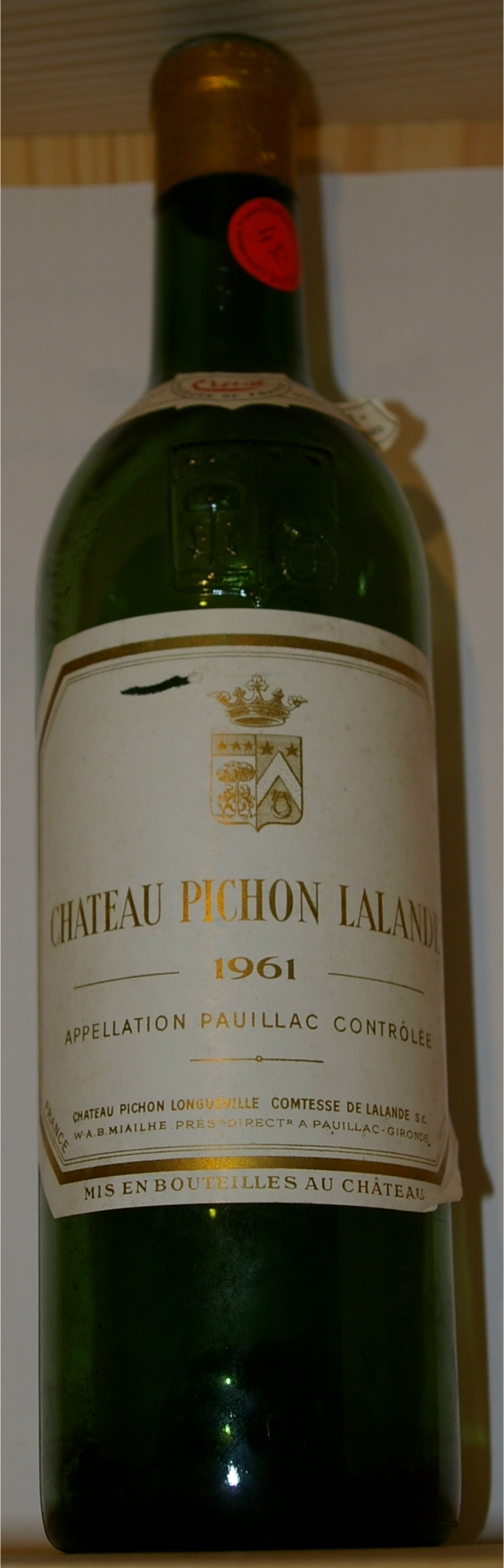